# NGC 6837
NGC 6837 is een open sterrenhoop in het sterrenbeeld Arend. Het hemelobject werd op 4 september 1784 ontdekt door de Duits-Britse astronoom William Herschel.

## Synoniemen
- OCL 108